# 마쓰시마역
마쓰시마역(일본어: 松島駅)은 일본 미야기현 미야기군 마쓰시마정에 있는 동일본 여객철도 도호쿠 본선의 역이다. 단선 · 섬식의 형태를 합친 복합 구조의 철도 역사이다.

## 타는 곳
| 1 | ■ 도호쿠 본선 | (상행) | 시오가마 · 센다이 · 시로이시 · 후쿠시마 방면 |                     |
| 2 | ■ 도호쿠 본선 | (상행) | 시오가마 · 센다이 · 시로이시 · 후쿠시마 방면 | (이 역 시발만)      |
| 2 | ■ 도호쿠 본선 | (하행) | 가시마다이 · 고고타 · 이치노세키 방면        | (통과열차의 대피만) |
| 3 | ■ 도호쿠 본선 | (하행) | 가시마다이 · 고고타 · 이치노세키 방면        |                     |

## 이용 현황
| 연도     | 하루 평균 승차 인원 | 연도     | 하루 평균 승차 인원 |
| 2000년도 | 1,731               | 2006년도 | 1,477               |
| 2001년도 | 1,634               | 2007년도 | 1,473               |
| 2002년도 | 1,588               | 2008년도 | 1,494               |
| 2003년도 | 1,581               | 2009년도 | 1,405               |
| 2004년도 | 1,582               | 2010년도 | 1,320               |
| 2005년도 | 1,527               |          |                     |
| -------- | ------------------- | -------- | ------------------- |

## 역 주변
- 센세키 선 다카기조 역
- 마쓰시마 정청
- 국도 제45호선

## 역사
- 1894년 4월 16일 : 초대 마쓰시마역 개업.
- 1944년 11월 15일 : 신마쓰시마 신호장(일본어: 新松島信号場)이 개설.
- 1956년 7월 9일 : 신마쓰시마역(일본어: 新松島駅으로 승격.
- 1962년 7월 1일 : 마쓰시마역으로 재개칭. 2대째.
- 1987년 4월 1일 : 민영화에 의해, 동일본 여객철도로 이관.

## 인접 정차역
| 도호쿠 본선          | 도호쿠 본선   | 도호쿠 본선            |
| -------------------- | ------------- | ---------------------- |
| 시오가마 센다이 방면 | ■ 도호쿠 본선 | 아타고 이치노세키 방면 |